# Calcio ai Giochi della XXII Olimpiade
Il torneo di calcio della XXII Olimpiade fu il diciassettesimo torneo olimpico e l'ottavo ad essere disputato dalle nazionali olimpiche. Si svolse dal 20 luglio al 2 agosto 1980 in quattro città (Mosca, Leningrado, Minsk e Kiev) e vide la vittoria per la prima volta della Cecoslovacchia.
Potevano essere impiegati solo calciatori dilettanti, ma venne reintrodotta una regola simile a quella già introdotta a Tokyo 1964: le nazionali europee e sudamericane non potevano convocare i calciatori che avevano disputato almeno una partita del campionato mondiale di Argentina 1978 (qualificazioni incluse).

## Squadre partecipanti
Argentina, Egitto, Ghana, Malaysia, Norvegia e Stati Uniti accolsero l'invito dell'allora Presidente degli Stati Uniti d'America Jimmy Carter e boicottarono i Giochi olimpici per protestare contro la guerra in Afghanistan. Anche l'Iran prese parte al boicottaggio, ma solo a seguito della condanna dell'Organizzazione della Conferenza Islamica.
Subentrarono: Cuba (in sostituzione degli Stati Uniti, dopo che Suriname ed Haiti declinarono l'invito), Finlandia (in sostituzione della Norvegia, dopo che la Germania Ovest declinò l'invito), Iraq (in sostituzione della Malaysia), Nigeria (in sostituzione del Ghana), Siria (in sostituzione dell'Iran), Venezuela (in sostituzione dell'Argentina, dopo che il Perù declinò l'invito) e Zambia (in sostituzione dell'Egitto).
Nota bene: nella tabella sottostante si tengono conto solo delle partecipazioni e dei piazzamenti ottenuti dalle nazionali olimpiche.
| Squadre          | Confederazione | Data di qualificazione certa | Motivo della partecipazione                                         | Ultima apparizione     | Miglior risultato                                             |
| ---------------- | -------------- | ---------------------------- | ------------------------------------------------------------------- | ---------------------- | ------------------------------------------------------------- |
| Unione Sovietica | UEFA           | 23 ottobre 1974              | Rappresentativa nazionale del paese organizzatore                   | Montréal 1976          | Oro (Melbourne 1956)                                          |
| Germania Est     | UEFA           | 31 luglio 1976               | Campione in carica                                                  | Montréal 1976          | Oro (Montréal 1976)                                           |
| Algeria          | CAF            | -                            | Vincitrice dello spareggio 1 del terzo turno di qualificazione      | Esordiente             | -                                                             |
| Cecoslovacchia   | UEFA           | -                            | Vincitrice del gruppo 1 del secondo turno eliminatorio              | Città del Messico 1968 | Argento (Tokyo 1964)                                          |
| Colombia         | CONMEBOL       | -                            | 2ª classificata nel gruppo unico di qualificazione                  | Monaco di Baviera 1972 | Primo turno (Città del Messico 1968 e Monaco di Baviera 1972) |
| Costa Rica       | CONCACAF       | -                            | 1º classificato nel gruppo unico di qualificazione del quarto turno | Esordiente             | -                                                             |
| Cuba             | CONCACAF       | -                            | Sostituzione degli Stati Uniti                                      | Montréal 1976          | Primo turno (Montréal 1976)                                   |
| Finlandia        | UEFA           | -                            | Sostituzione della Norvegia                                         | Helsinki 1952          | Ottavi di finale (Helsinki 1952)                              |
| Iraq             | AFC            | -                            | Sostituzione della Malaysia                                         | Esordiente             | -                                                             |
| Jugoslavia       | UEFA           | -                            | Vincitrice del gruppo 2 del secondo turno eliminatorio              | Tokyo 1964             | Oro (Roma 1960)                                               |
| Kuwait           | AFC            | -                            | Vincitore del gruppo 1 di qualificazione                            | Esordiente             | -                                                             |
| Nigeria          | CAF            | -                            | Sostituzione del Ghana                                              | Città del Messico 1968 | Primo turno (Città del Messico 1968)                          |
| Siria            | AFC            | -                            | Sostituzione dell'Iran                                              | Esordiente             | -                                                             |
| Spagna           | UEFA           | -                            | Vincitrice del gruppo 3 del secondo turno eliminatorio              | Montréal 1976          | Quarti di finale (Città del Messico 1968)                     |
| Venezuela        | CONMEBOL       | -                            | Sostituzione dell'Argentina                                         | Esordiente             | -                                                             |
| Zambia           | CAF            | -                            | Sostituzione dell'Egitto                                            | Esordiente             | -                                                             |

## Stadi
| Città      | Stadio                  | Capacità |
| ---------- | ----------------------- | -------- |
| Mosca      | Stadio Centrale Lenin   | 84.745   |
| Mosca      | Stadio Dinamo           | 36.540   |
| Leningrado | Stadio Kirov            | 84.000   |
| Kiev       | Stadio della Repubblica | 83.450   |
| Minsk      | Stadio Dinamo           | 41.040   |

## Formula
Le sedici squadre vennero divise in quattro gironi all'italiana di quattro squadre ciascuno.
Le prime due classificate di ogni girone si sarebbero qualificate per la fase ad eliminazione diretta, composta da quarti di finale, semifinali, finale per il 3º posto e per il 1º posto.

## Risultati

### Fase a gruppi

#### Gruppo A
| Squadra          | P.ti | G | V | N | P | GF | GS | DR  |
| ---------------- | ---- | - | - | - | - | -- | -- | --- |
| Unione Sovietica | 6    | 3 | 3 | 0 | 0 | 15 | 1  | +14 |
| Cuba             | 4    | 3 | 2 | 0 | 1 | 3  | 9  | -6  |
| Venezuela        | 2    | 3 | 1 | 0 | 2 | 3  | 7  | -4  |
| Zambia           | 0    | 3 | 0 | 0 | 3 | 2  | 6  | -4  |

| Arbitro: | Raus |

|            |           |  |
| Roldán 58’ | Marcatori |  |

| Arbitro: | Wöhrer |

|                                                    |           |  |
| Andreev 3’ Čerenkov 25’ Gavrilov 34’ Oganesjan 51’ | Marcatori |  |

| Arbitro: | Guruceta-Muro |

|                         |           |                 |
| Hernández 49’ Núñez 71’ | Marcatori | 68’ Zubizarreta |

| Arbitro: | Arafat |

|                                    |           |             |
| Chidijatullin 9’, 51’ Čerenkov 87’ | Marcatori | 13’ Chitalu |

| Arbitro: | Valentine |

|                                                                                    |           |  |
| Andreev 8’, 27’, 44’ Romancev 20’ Šavlo 43’ Čerenkov 55’ Gavrilov 75’ Bezsonov 77’ | Marcatori |  |

| Arbitro: | Siles Calderón |

|                                 |           |             |
| Zubizarreta 86’ Elie 90’ (rig.) | Marcatori | 73’ Chitalu |

#### Gruppo B
| Squadra        | P.ti | G | V | N | P | GF | GS | DR |
| -------------- | ---- | - | - | - | - | -- | -- | -- |
| Cecoslovacchia | 4    | 3 | 1 | 2 | 0 | 4  | 1  | +3 |
| Kuwait         | 4    | 3 | 1 | 2 | 0 | 4  | 2  | +2 |
| Colombia       | 3    | 3 | 1 | 1 | 1 | 2  | 4  | -2 |
| Nigeria        | 1    | 3 | 0 | 1 | 2 | 2  | 5  | -3 |

| Arbitro: | Lacarne |

|                                  |           |  |
| Pokluda 14’ Berger 18’ Vízek 85’ | Marcatori |  |

| Arbitro: | Scheurell |

|                                |           |                    |
| al-Dakhil 16’, 40’, 85’ (rig.) | Marcatori | 25’ (aut.) Mubarak |

| Arbitro: | Mattson |

|               |           |            |
| Molinares 73’ | Marcatori | 64’ Sultan |

| Arbitro: | Labo Revoredo |

|           |           |           |
| Vízek 25’ | Marcatori | 84’ Nwosu |

| Arbitro: | al-Hachami |

|             |           |  |
| Cardona 55’ | Marcatori |  |

| Leningrado 25 luglio 1980, ore 19:00 (UTC+3) | Cecoslovacchia | 0 – 0 referto | Kuwait | Stadio Kirov\| Arbitro: \| Lattanzi \| |
| Arbitro:                                     | Lattanzi       |               |        |                                        |

#### Gruppo C
| Squadra      | P.ti | G | V | N | P | GF | GS | DR |
| ------------ | ---- | - | - | - | - | -- | -- | -- |
| Germania Est | 5    | 3 | 2 | 1 | 0 | 7  | 1  | +6 |
| Algeria      | 3    | 3 | 1 | 1 | 1 | 4  | 2  | +2 |
| Spagna       | 3    | 3 | 0 | 3 | 0 | 2  | 2  | 0  |
| Siria        | 1    | 3 | 0 | 1 | 2 | 0  | 8  | -8 |

| Arbitro: | Eriksson |

|          |           |            |
| Kühn 49’ | Marcatori | 50’ Alonso |

| Arbitro: | Christov |

|                                              |           |  |
| Belloumi 36’ Madjer 48’ Merzekane 73’ (rig.) | Marcatori |  |

| Arbitro: | Arppi Filho |

|               |           |  |
| Terletzki 61’ | Marcatori |  |

| Minsk 22 luglio 1980, ore 19:00 (UTC+2) | Spagna        | 0 – 0 referto | Siria | Stadio Dinamo\| Arbitro: \| Castro Lozada \| |
| Arbitro:                                | Castro Lozada |               |       |                                              |

| Arbitro: | Azim Zade |

|            |           |              |
| Rincón 38’ | Marcatori | 63’ Belloumi |

| Arbitro: | Eriksson |

|                                                |           |  |
| Hause 6’ Netz 25’, 45’ Peter 75’ Terletzki 82’ | Marcatori |  |

#### Gruppo D
| Squadra    | P.ti | G | V | N | P | GF | GS | DR |
| ---------- | ---- | - | - | - | - | -- | -- | -- |
| Jugoslavia | 5    | 3 | 2 | 1 | 0 | 6  | 3  | +3 |
| Iraq       | 4    | 3 | 1 | 2 | 0 | 4  | 1  | +3 |
| Finlandia  | 3    | 3 | 1 | 1 | 1 | 3  | 2  | +1 |
| Costa Rica | 0    | 3 | 0 | 0 | 3 | 2  | 9  | -7 |

| Arbitro: | Rubio Vázquez |

|                             |           |  |
| Šećerbegović 56’ Šestić 58’ | Marcatori |  |

| Arbitro: | Chayu |

|                                |           |  |
| Bashir 45’ Said 49’ Hassan 75’ | Marcatori |  |

| Arbitro: | Eyo-Honesty |

|                                  |           |                      |
| Zl. Vujović 6’, 54’ Primorac 24’ | Marcatori | 35’ White 90’ Arroyo |

| Kiev 23 luglio 1980, ore 19:00 (UTC+2) | Finlandia       | 0 – 0 referto | Iraq | Stadio della Repubblica (40.000 spett.)\| Arbitro: \| Calderón Castro \| |
| Arbitro:                               | Calderón Castro |               |      |                                                                          |

| Arbitro: | al-Bannai |

|                                 |           |  |
| Tissari 18’ Alila 58’ Soini 88’ | Marcatori |  |

| Arbitro: | Daina |

|                 |           |            |
| Zo. Vujović 63’ | Marcatori | 61’ Hassan |

### Fase ad eliminazione diretta
|  | Quarti di finale     | Quarti di finale |                  |            | Semifinali                | Semifinali                |  |  | Finale | Finale |
|  |                      |                  |                  |            |                           |                           |  |  |        |        |
|  |                      |                  |                  |            |                           |                           |  |  |        |        |
|  |                      |                  |                  |            |                           |                           |  |  |        |        |
|  | 1A. Unione Sovietica | 2                |                  |            |                           |                           |  |  |        |        |
|  | 1A. Unione Sovietica | 2                |                  |            |                           |                           |  |  |        |        |
|  | 2B. Kuwait           | 1                |                  |            |                           |                           |  |  |        |        |
|  | 2B. Kuwait           | 1                | Unione Sovietica | 0          |                           |                           |  |  |        |        |
|  |                      |                  | Unione Sovietica | 0          |                           |                           |  |  |        |        |
|  |                      | Germania Est     | 1                |            |                           |                           |  |  |        |        |
|  | 1C. Germania Est     | Germania Est     | 1                | 4          |                           |                           |  |  |        |        |
|  | 1C. Germania Est     |                  |                  | 4          |                           |                           |  |  |        |        |
|  | 2D. Iraq             | 0                |                  |            |                           |                           |  |  |        |        |
|  | 2D. Iraq             | 0                | Germania Est     | 0          |                           |                           |  |  |        |        |
|  |                      |                  | Germania Est     | 0          |                           |                           |  |  |        |        |
|  |                      | Cecoslovacchia   | 1                |            |                           |                           |  |  |        |        |
|  | 1B. Cecoslovacchia   | Cecoslovacchia   | 1                | 3          |                           |                           |  |  |        |        |
|  | 1B. Cecoslovacchia   |                  |                  | 3          |                           |                           |  |  |        |        |
|  | 2A. Cuba             | 0                |                  |            |                           |                           |  |  |        |        |
|  | 2A. Cuba             | 0                | Cecoslovacchia   | 2          | Finale per il terzo posto | Finale per il terzo posto |  |  |        |        |
|  |                      |                  | Cecoslovacchia   | 2          | Finale per il terzo posto | Finale per il terzo posto |  |  |        |        |
|  |                      | Jugoslavia       | 0                |            |                           |                           |  |  |        |        |
|  | 1D. Jugoslavia       | Jugoslavia       | 0                | 3          | Unione Sovietica          | 2                         |  |  |        |        |
|  | 1D. Jugoslavia       |                  |                  | 3          | Unione Sovietica          | 2                         |  |  |        |        |
|  | 2C. Algeria          | 0                |                  | Jugoslavia | 0                         |                           |  |  |        |        |
|  | 2C. Algeria          | 0                |                  |            | 0                         |                           |  |  |        |        |
|  |                      |                  |                  |            |                           |                           |  |  |        |        |
|  |                      |                  |                  |            |                           |                           |  |  |        |        |

#### Quarti di finale
| Arbitro: | Scheurell |

|                                         |           |  |
| Miročević 5’ Šestić 19’ Zo. Vujović 70’ | Marcatori |  |

| Arbitro: | Rubio Vázquez |

|                           |           |            |
| Čerenkov 30’ Gavrilov 51’ | Marcatori | 59’ Sultan |

| Arbitro: | Labo Revoredo |

|                            |           |  |
| Vízek 29’, 59’ Pokluda 90’ | Marcatori |  |

| Arbitro: | Arppi Filho |

|                                                           |           |  |
| Schnuphase 4’ (rig.) Netz 11’ Steinbach 17’ Terletzki 22’ | Marcatori |  |

#### Semifinali
| Arbitro: | Eriksson |

|  |           |          |
|  | Marcatori | 16’ Netz |

| Arbitro: | Wöhrer |

|                      |           |  |
| Lička 4’ Šreiner 18’ | Marcatori |  |

#### Finale per il 3º posto
| Arbitro: | Valentine |

|                           |           |  |
| Oganesjan 67’ Andreev 82’ | Marcatori |  |

#### Finale per il 1º posto
| Arbitro: | Azim Zade |

| |            | |
| | Marcatori  | 77’ Svoboda |
| · Rudwaleit · Ullrich · 81’ Hause · 63’ Baum · Schnuphase · 72’ Terletzki · 6’, 58’ Steinbach · 58’ Kühn · Trieloff · Müller · Netz · A disposizione: · Jakubowski · Uhlig · Bähringer · 58’ Peter · 81’ Liebers · Trautmann | Formazioni | · Seman · Macela · Mazura · Radimec 54’ · Rygel · Vízek · Berger 58’ · Pokluda 63’ · Lička 73’ · Rott 6’ · Štambachr · A disposizione: · Netolička · Němec 63’ · Svoboda 73’ · Václavíček · Šreiner · Kunzo |
| Krause | Allenatori | Havránek |

## Podio
| 2º posto Germania Est | Campione olimpico di calcio maschile Cecoslovacchia 1º titolo | 3º posto Unione Sovietica |

| Pos | Squadra          | Formazione |
| --- | ---------------- | --- |
|     | Cecoslovacchia   | Jan Berger, František Kunzo, Werner Lička, Luděk Macela, Josef Mazura, Petr Němec, Jaroslav Netolička, Lubomír Pokluda, Libor Radimec, Oldřich Rott, Zdeněk Rygel, Stanislav Seman, Zdeněk Šreiner, František Štambachr, Jindřich Svoboda, Rostislav Václavíček, Ladislav Vízek. All. František Havránek.                              |
|     | Germania Est     | Jürgen Bähringer, Frank Baum, Lothar Hause, Bernd Jakubowski, Dieter Kühn, Matthias Liebers, Matthias Müller, Wolf-Rüdiger Netz, Werner Peter, Bodo Rudwaleit, Rüdiger Schnuphase, Wolfgang Steinbach, Frank Terletzki, Andreas Trautmann, Norbert Trieloff, Frank Uhlig, Arthur Ullrich. All. Rudolf Krause.                          |
|     | Unione Sovietica | Serhij Andrejev, Sergej Baltača, Volodymyr Bezsonov, Fëdor Čerenkov, Revaz Chelebadze, Vagiz Chidijatullin, Aleksandre Chivadze, Rinat Dasaev, Jurij Gavrilov, Valerij Gazzaev, Xoren Hovhannisyan, Sergej Nikulin, Vladimir Pil'guj, Aljaksandr Prakapenka, Oleg Romancev, Sergej Šavlo, Tengiz Sulakvelidze. All. Konstantin Beskov. |

## Classifica marcatori
5 reti
- Andreev

4 reti
- Vízek
- Netz
- Čerenkov

3 reti
- Terletzki
- al-Dakhil (1 rigore)
- Gavrilov

2 reti
- Belloumi
- Pokluda
- Hassan
- Šestić
- Zl. Vujović
- Zo. Vujović
- Sultan
- Chidijatullin
- Oganesjan
- Zubizarreta
- Chitalu

1 rete
- Madjer
- Merzekane (1 rigore)
- Berger
- Lička
- Šreiner
- Svoboda
- Cardona
- Molinares
- Arroyo
- White
- Hernández
- Núñez
- Roldán
- Alila
- Soini
- Tissari
- Kühn
- Hause
- Peter
- Schnuphase (1 rigore)
- Steinbach

- Bashir
- Said
- Miročević
- Primorac
- Šećerbegović
- Nwosu
- Alonso
- Rincón
- Bezsonov
- Romancev
- Šavlo
- Elie (1 rigore)

Autoreti
- Mubarak (1)